# Uwe Erich
Uwe Erich (* 24. Dezember 1937; † 6. April 2023) war ein deutscher Fußballspieler. In der Bundesliga absolvierte er für den Meidericher SV in der Saison 1963/64 zwei Bundesligaspiele.

## Karriere
Uwe Erich begann seine Karriere beim TSV Neustadt in Holstein und spielte von 1959 bis 1963 für den Meidericher SV in der erstklassigen Oberliga West. Er debütierte am zweiten Rundenspieltag 1959/60, am 30. August 1959, beim 1:0-Heimerfolg gegen Schwarz-Weiß Essen unter Trainer Helmut Kronsbein im Oberligateam der „Zebras“. Er bildete auf Rechtsaußen mit Halbstürmer Heinz Versteeg den rechten Flügel der Elf aus Meiderich. Im letzten Jahr der Oberliga spielte er mit dem MSV unter Trainer Willi Multhaup und an der Seite von Mitspielern wie Ludwig Nolden, Hartmut Heidemann, Werner Krämer und Werner Lotz eine erfolgreiche Runde. Es wurde Platz drei belegt und die Duisburger wurden in die neu geschaffene Bundesliga aufgenommen. Erich hatte von 1959 bis 1963 in der Oberliga 44 Spiele absolviert, in denen er zehn Tore erzielte. Am 31. März 1963 zeichnete er sich als Rechtsaußen beim 2:0-Auswärtserfolg gegen den Wuppertaler SV als zweifacher Torschütze aus.
In der anschließenden Bundesligaspielzeit 1963/64 kam er im Team, welches Vizemeister wurde, auf zwei Einsätze. Den Vorzug im Team von Trainer Rudi Gutendorf hatten die Angreifer Heinz Versteeg, Helmut Rahn, Horst Gecks und Gustav Walenciak erhalten. Am 21. März 1964 kam er beim 3:3-Auswärtsremis gegen den Hamburger SV erstmals in der Bundesliga zum Einsatz. Er spielte auf Rechtsaußen und hatte es dabei in erster Linie mit dem HSV-Verteidiger Jürgen Kurbjuhn zu tun gehabt. Halbrechts Gecks brachte mit drei Treffern Meiderich mit 3:0 in Führung. Sechs Tage später stürmte Erich zum zweiten Mal in der Bundesliga, bei einer 2:5-Auswärtsniederlage bei Hertha BSC. Erich verließ den MSV und spielte ab der Saison 1964/65 die nächsten fünf Jahre für Arminia Bielefeld. Für Bielefeld schoss er zehn Tore in 76 Spielen in der Regionalliga West. Die erfolgreichste Runde erlebte der jetzt auf die rechte Verteidigerposition gerückte Erich in der Saison 1966/67, als unter Trainer Hans Wendlandt und mit Torjäger Ernst Kuster (23 Tore) der dritte Rang erreicht wurde. Erich hatte in 33 Ligaspielen sieben Tore erzielt. Am letzten Rundenspieltag verspielte die Arminia mit einer 0:1-Niederlage im Stadion am Zoo gegen den Wuppertaler SV die Vizemeisterschaft und damit den Einzug in die Bundesligaaufstiegsrunde. In der 22. Spielminute hatte Erich einen Foulelfmeter vergeben. Nach der Saison 1968/69 beendete er seine höherklassige Laufbahn.
Danach ließ er seine Karriere beim TuS Dornberg als Spielertrainer und der Spvg Versmold ausklingen. Er war gelernter Tischler.